# Grand Pianola Music

Grand Pianola Music est une œuvre pour deux pianos, trois voix de femmes, vents, cuivres et percussions de John Adams composée en 1982 sur commande de la General Atlantic (en) Corporation.

## Instrumentation
- Solistes : 2 pianos, 2 soprano solo, 1 mezzo-soprano solo
- Ensemble : 2 flûtes, 2 flûtes piccolo, 2 hautbois, 2 clarinettes basses, 1 clarinettes contrebasses, 2 bassons, 2 cors, 2 trompettes en si bémol , 2 trombones, 1 tuba, 3 percussionnistes